# Bread & Butter
『Bread & Butter』（ブレッド・アンド・バター）は、芦原妃名子による日本の漫画作品。『Cocohana』（集英社）にて、2013年11月号から2020年5月号まで連載された。デビュー以来、小学館の雑誌で活動してきた作者にとって初となる集英社での作品である。

## あらすじ
柚季はある事件をきっかけに12年続けてきた教師を辞職する。34歳という年齢もあり、婚活を始めるが上手くいかない。近所の文房具屋に用足しに行くが、そこはパン屋もやっているところで、今まで食べたことのない美味しいコッペパンに魅了され、落ち込んでいた気持ちが少しだけ浮上する。後日、再び来店した柚季は店主と親しくなり、この人とならご飯が美味しく食べられると思い、思わず「結婚しませんか」と言ってしまう。羞恥心から逃げるように帰ろうとするが、「結婚してもいいですよ」と返事が返ってきて、戸惑いながらも、彼のことを知っていこうとする。

## 登場人物

### 主要人物
深田 柚季（ふかだ ゆずき）
主人公。34歳。元小学校教師。ある事件を起こして、教師を退職する（実質、解雇に近いと語っているが経緯は不明）。34歳という年齢なので、婚活を始めるが、なかなか上手くいかなかった。
原 洋一（はら よういち）
39歳。原文具屋店を経営する中、パンの販売も行う。15年付き合っていた彼女がいた。

### 深田家
深田 真子（ふかだ まこ）
30歳。柚季の妹。派遣社員。ハキハキとした性格。姉の婚活についても駄目出しをする。
深田 幸枝（ふかだ ゆきえ）
柚季の母。年齢不詳。姉妹ほどではないが、口数は多い。会話に擬音が多く、性格もふわふわとしていてちょっと抜けている。
夫との思い出のメロンパンを洋一に作ってもらう。
柚季の父
年齢不詳。娘や妻と比べ物静かな雰囲気。
結婚前、デートの際には幸枝のために遠くのパン屋までメロンパンを買いに行っていた。

### その他
美奈子（みなこ）さん
パン屋の常連。パンの柔らかさや食感について「○○してほしい」と洋一に要求する。もちもちのパンが好き。犬も飼っている。中学生の孫がおり、洋一のパンは美味しそうに食べるという。
純（じゅん）ちゃん
洋一が20代前半から15年付き合った元恋人。仕事にかまける洋一を見限って出ていった。サンドイッチをよく作っていた。
桜井（さくらい）
洋一の旧友。税理士。金欠のわりに高い時計や車を保持。洋一から金を借りている。
森（もり）夫婦
原文具店の前身、森文具店の店主とその妻。洋一にパンのルセット（レシピ）をあげたのは妻。妻が認知症を発症してからは、昔2人で旅をしたお気に入りの静かな土地に引越し、ゆっくりと暮らしている。妻は記憶に波があるが、パン作りだけは忘れていない（たまにイーストや塩を入れ忘れる）。

## 書誌情報
- 芦原妃名子 『Bread & Butter』 集英社 〈マーガレットコミックス〉、全10巻
  1. 2014年3月25日発売[3]、ISBN 978-4-08-845188-6
  2. 2014年9月25日発売[4]、ISBN 978-4-08-845276-0
  3. 2015年6月25日発売[5]、ISBN 978-4-08-845405-4
  4. 2016年2月25日発売[6]、ISBN 978-4-08-845530-3
  5. 2016年10月25日発売[7]、ISBN 978-4-08-845659-1
  6. 2017年6月23日発売[8]、ISBN 978-4-08-845779-6
  7. 2018年4月25日発売[9]、ISBN 978-4-08-844031-6
  8. 2018年12月25日発売[10]、ISBN 978-4-08-844142-9
  9. 2019年11月25日発売[11]、ISBN 978-4-08-844268-6
  10. 2020年12月24日発売[12]、ISBN 978-4-08-844430-7